# Höhlentier

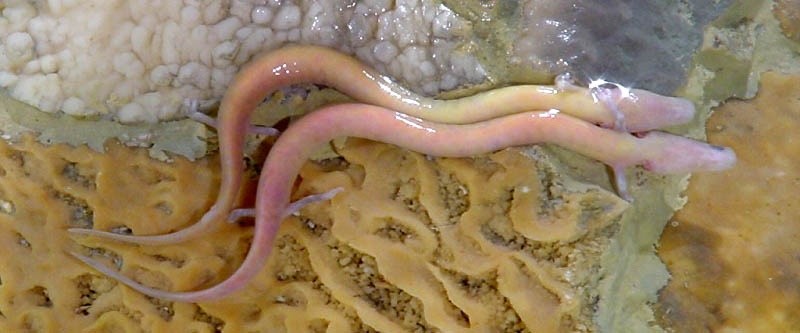
Grottenolme (Proteus anguinus) in den Höhlen von Postojna in Slowenien

Als Höhlentier wird ein Tier bezeichnet, das mehr oder weniger häufig in Höhlen vorkommt. Je nach Anpassungsgrad und Aufenthaltshäufigkeit in der Höhle werden Faunengruppen unterschieden.
Im Sinne eines Habitats sind mit Höhlen natürliche oder anthropogene Gesteinshöhlen gemeint, aber auch kleinere Strukturen wie Löcher, Ritzen und Baumhöhlen in Totholz, auch künstliche Hohlräume oder untermeerische Höhlungen. Die Größe, ab der ein Hohlraum als Höhle bezeichnet wird, hängt von der Größe des Tieres und dem Urteilsvermögen des Forschers ab. Im Gegensatz dazu und mit Bezug auf den Menschen bezeichnet die Speläologie (Höhlenkunde, von lateinisch spelaeum „Höhle“ und -logie) nur natürlich entstandene Hohlräume mit begehbarer Länge von mehr als fünf Meter als Höhle.
Kulturell-mystisch werden mit Höhlen Vorstellungen urzeitlicher Ungeheuer, etwa von Drachen verbunden.

## Klassische Höhlenfaunen-Klassifizierung

### Trogloxene Fauna
Tiere, die eigentlich keine Höhlenbewohner sind (epigäische Fauna) und nur zufällig (unabsichtlich) in Höhlen gelangen, werden als trogloxen (aus griech. trogle „Höhle, Loch“ und griech. xeno „fremd“, also „Höhlenfremde“) bezeichnet. Sie sind an diesen Lebensraum nicht angepasst. Dies sind Zufallsgäste, z. B. Bodenbewohner, die entweder versehentlich in Höhlen geraten oder diese auf der Suche nach Nahrung oder auf der Flucht vor Dürre oder Niederschlag aufgesucht haben.

### Troglophile Fauna
Tiere werden troglophil (aus griech. trogle „Höhle, Loch“ und griech. φίλος phílos „Freund, liebend, zugetan“, also „Höhlenfreunde“) genannt, wenn sie Höhlen als komplementäres Habitat (Lebensraum) in einiger Regelmäßigkeit bevorzugen oder darauf zeitweise angewiesen sind. Sie besitzen Anpassungen, die ihnen eine Orientierung im Zwielicht des Eingangsbereiches oder in tieferen Regionen ermöglichen. Bestimmte Funktionen wie Fortpflanzung oder Rückzug erfordern das Aufsuchen einer Höhle.

### Troglobionte Fauna
Troglobiont (aus griech. trogle „Höhle, Loch“ und griech. βίος bíos „Leben“ und griech. on, Gen. ontos „seiend“) sind echte Höhlenbewohner, wenn sie ausschließlich in Höhlen leben und in allen Entwicklungsstufen auf Höhlen angewiesen sind und Höhlen nur durch Zufall verlassen. Diese Tiere sind meist sehr empfindlich für Temperaturänderungen.

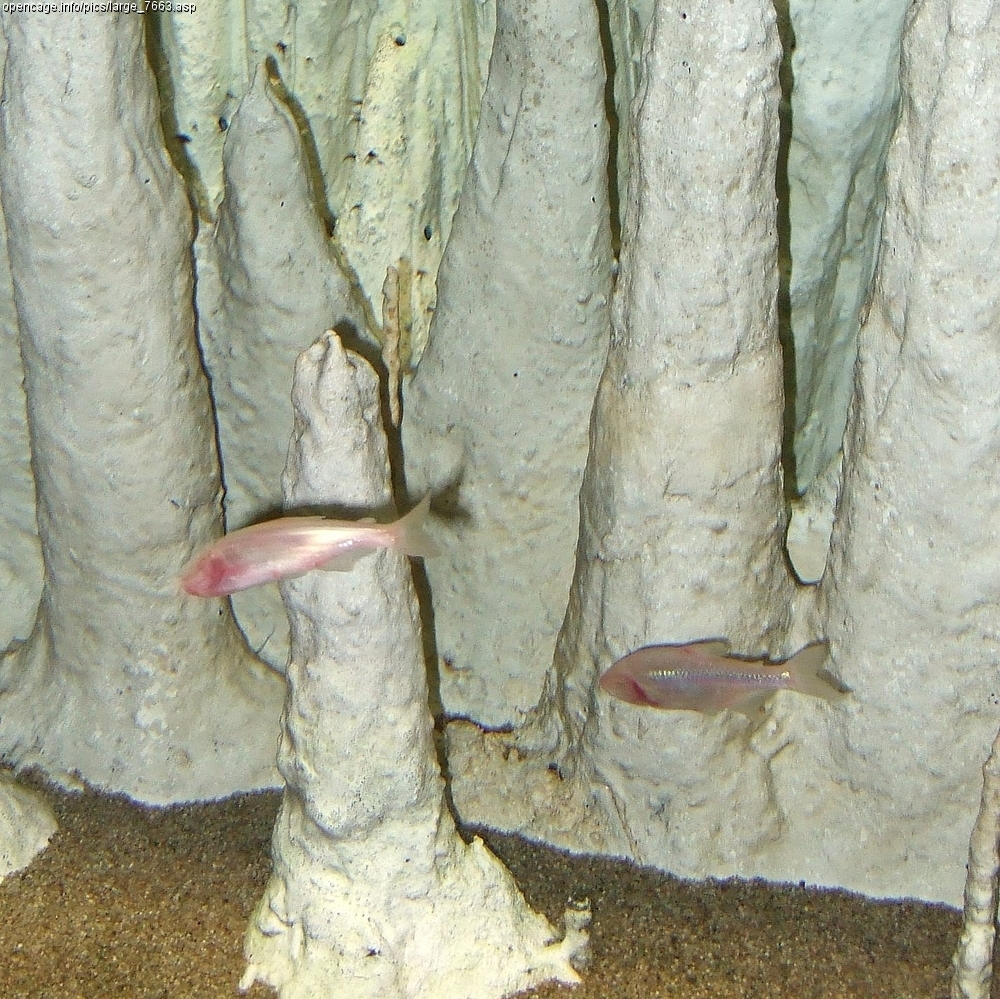
Astyanax jordani ist ein blinder Höhlensalmler aus Mexiko

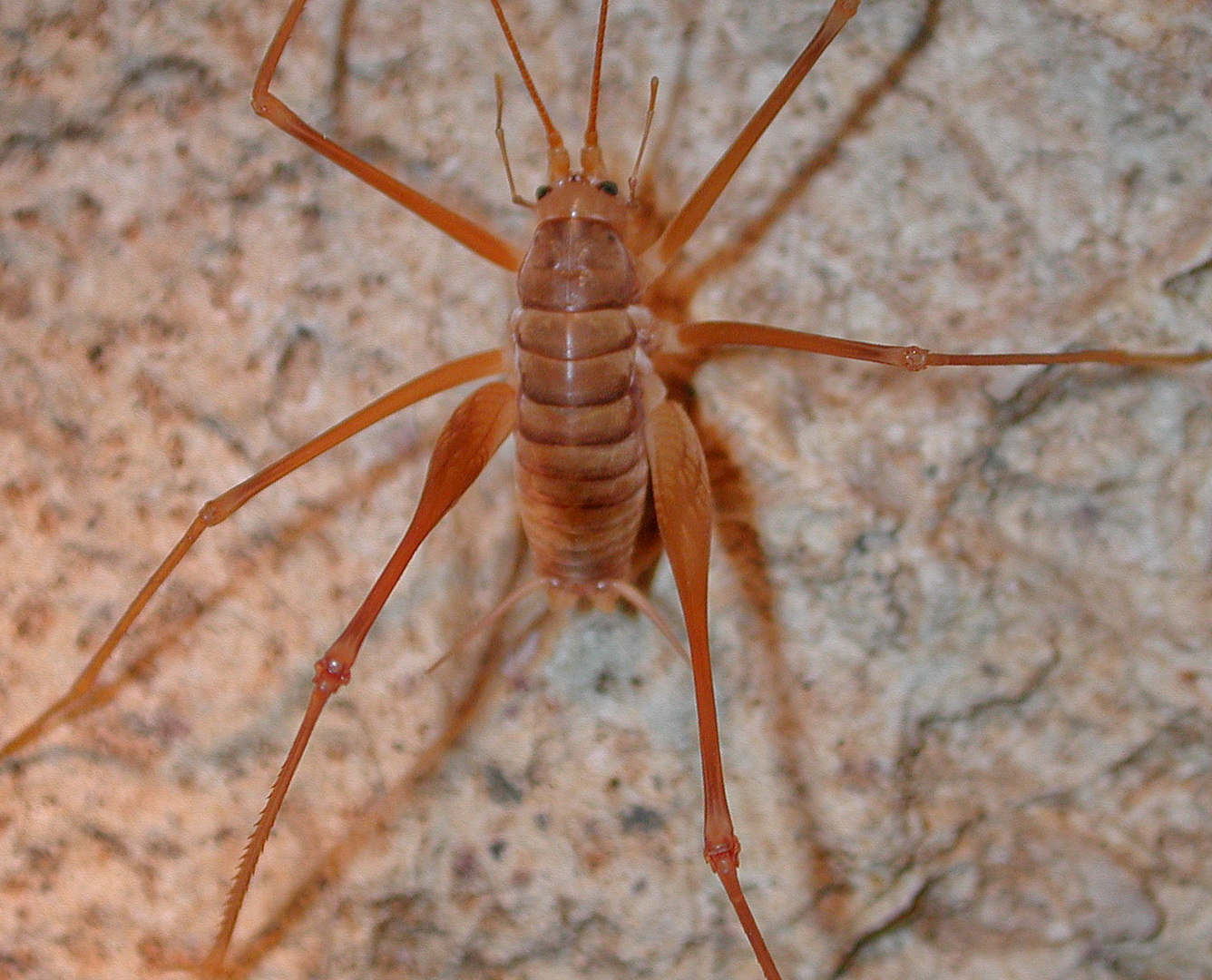
Höhleninsekt (Langfühlerschrecke)

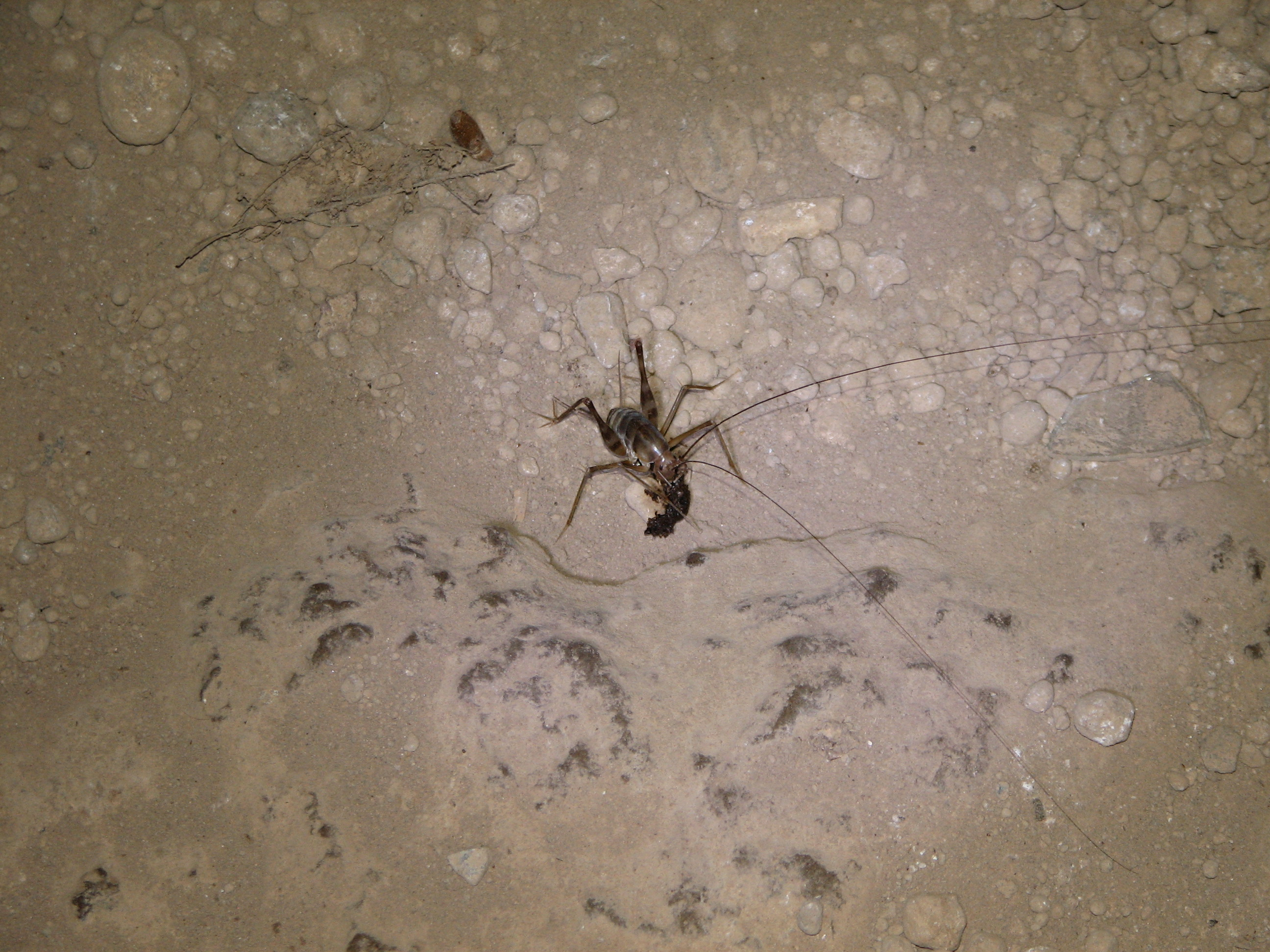
Höhleninsekt (Langfühlerschrecke) in einer Höhle in Thailand, das Kot einer Fledermaus frisst

Häufig sind diese Tiere weitgehend farblos und die Augen sind rudimentär verkümmert. Der Verlust des Gesichtssinns wird häufig durch eine Verstärkung anderer Sinne wie des Tastsinns ausgeglichen.

## Höhlenfaunen-Feingliederung
Die klassische dreigliedrige Klassifizierung erwies sich bereits im 19. Jahrhundert für Zoologen als zu grob, um jede in Höhlen angetroffene Art nach wissenschaftlichen Gesichtspunkten exakt jeweils einer Gruppe zuordnen zu können. Um auch jenen Tieren gerecht zu werden, die nicht genau in eine der drei Klassifizierungsgruppen passten, wurden weitere Untergliederungen vorgenommen.
Troglophil ließ sich weiter abstufen in:
1. Subtroglophile Fauna: subtroglophile Tiere verbringen nur Abschnitte ihres Lebens in Höhlen.
2. Eutroglophile Fauna: eutroglophile Tiere leben überwiegend in Höhlen.

Entsprechend wurden weitere mehr oder weniger sinnvolle Unterteilungen und neue Begrifflichkeiten geschaffen und veröffentlicht, jedoch nicht einheitlich angewendet. Aus den unterschiedlichen Bezeichnungssystemen entwickelten sich Missverständnisse und Zuordnungsprobleme.

## Aktuelle Höhlenfaunen-Klassifizierung
Seit Ende des 19. Jahrhunderts werden zahlreiche Einteilungen vorgestellt und diskutiert. Eine einheitliche und verbindliche Gliederungsweise für Höhlentiere resultierte daraus nicht, jedoch setzte sich eine Form der Gliederung von Albert Vandel weitgehend durch. Diese Klassifizierung ist darum bemüht, möglichst viele der Einteilungsvorschläge und bereits verwendeten Begrifflichkeiten einzubeziehen, allerdings bleiben einige Gliederungsvorschläge dabei unberücksichtigt:
- Trogloxene Fauna (im klassischen Sinn): epigäische Fauna, trogloxene Tiere sind keine Höhlenbewohner, sie gelangen nur zufällig in Höhlen. Diese Einordnung wird aber nur gewählt, wenn eine Unterscheidung in Eutrogloxene und Subtroglophile nicht möglich ist.[1]
  1. Eutrogloxene Fauna: eutrogloxene Tiere gelangen nur zufällig in Höhlen, sie sind gleichzeitig trogloxen.[1]
  2. Subtroglophile Fauna: subtroglophile Tiere verbringen nur Abschnitte ihres Lebens in Höhlen. Ein großer Teil der Population sucht Höhlen gezielt auf, verbringt dort aber nur geringe Lebensabschnitte (Übernachtung, Überwinterung, Versteck, im Larvalstadium oder anderen Lebensabschnitten). Obgleich inhaltlich eigentlich besser zu den Eutroglophilen passend, werden Subtroglophile als Untergruppe der Trogloxenen belassen, um frühere Veröffentlichungen weiterhin gut interpretieren zu können.[1]
- Eutroglophile Fauna (war im klassischen Sinn „Troglophil“): eutroglophile Tiere leben meist über Generationen hinweg überwiegend in Höhlen, können jedoch jederzeit andere geeignete (feuchte) Biotope außerhalb der Höhle besetzen.[1]
- Eutroglobionte Fauna (war im klassischen Sinn „Troglobiont“): eutroglobionte Tiere verbringen alle Lebensabschnitte in Höhlen, sie sind auf dieses Biotop angewiesen und können nicht für längere Zeit in anderen Habitaten leben.[1]

## Höhlenwassertiere
Viele Höhlenwassertiere kommen auch außerhalb von Höhlen im Grundwasser vor. Die Gruppe der im Grundwasser vorkommenden Lebewesen wird als Stygobionta bezeichnet.
Entsprechend der Höhlenfauna allgemein können auch die Tiere im Grundwasser (einschließlich unterirdischer Gewässer und Quellen) eingeteilt werden:
- Stygoxene Fauna: zufällig in unterirdischen Gewässern
- Stygophile Fauna: freiwillig und zeitweise bevorzugt in unterirdischen Gewässern vorkommend
- Stygobionte Fauna: obligat in unterirdischen Gewässern lebend, echte Grundwassertiere

## Beispiele

### Eutrogloxene
Der Name der Höhlenziege (Myotragus balearicus) ist als Analogie zu anderen Tieren des Pleistozäns gebildet worden (beispielsweise zum Höhlenbären, zum Höhlenlöwen und zur Höhlenhyäne), obgleich keine Indizien vorliegen, dass sie sich in Höhlen aufhielt.

### Subtroglophile
Die pleistozänen Tiere, die Höhlen nur zeitweise aufsuchten, deren Skelettteile aber dort besser überdauerten und für sie namensgebend wurden: Höhlenbär, Höhlenlöwe, Höhlenhyäne, die Höhlen als Unterschlupf nutzten. Diese Tiere bewohnten allerdings nur den weiträumigen Eingangsbereich und suchten ihre Nahrung außerhalb der Höhle.
Fledermäuse, verschiedene Kröten, Molche, Salamander, Nagetiere (Mäuse, Haselmäuse), Bären, Asseln, Weberknechte, Käfer, Schnecken und viele andere Tiere nutzen Höhlen regelmäßig oder gelegentlich als Unterschlupf und ziehen sich zeitweise in Steinhöhlen, Baumhöhlen, in Hohlräumen unter Steinen, unter Rinde zurück, besonders auch in nahrungsarmen kalten Jahreszeiten.
Der höhlennistende Vogel Fettschwalm (Steatornis caripensis) besitzt ein Echolotsystem, welches jenem der Fledermäuse ähnelt. Die dabei erzeugten Klick-Signale haben eine tiefe Frequenz (1,5–2,5 kHz), sind aber im Gegensatz zu den Ultraschalltönen der Fledermäuse für den Menschen hörbar. In der Gruppe erzeugen Fettschwalme einen ohrenbetäubenden Geräuschpegel, so dass der Fettschwalm als lautester aller Vögel gilt. Dieses natürliche Sonar ermöglicht es dem Tier, sich in der Dunkelheit der Andenhöhlen wie bei seiner nächtlichen Nahrungssuche außerhalb der Höhle nach ölhaltigen Früchten zurechtzufinden. Diese Ernährung lässt ihn viel Körperfett ansetzen, das ihm in der Höhle als Wärmereservoir dient und ihm seinen Namen gegeben hat.
Die einzige „Höhlenschlange“ ist die Schönnatter Orthriophis tennurius, Syn. Elaphe taeniura, eine Baumschlange, die in malaysischen Höhlen Fledermäusen nachstellt.

### Eutroglophile
Einige Arten der Scheufliegen (Heleomyzidae) wurden als eutroglophil identifiziert, einige weitere Arten als subtroglophil.
Eutroglophile Hundertfüßer wurden in Höhlen Luxemburgs identifiziert.
Viele Arthropoden wie etwa höhlenbewohnende Hundertfüßer, Höhlenasseln, Höhlengrillen oder Höhlenkäfer besitzen vergrößerte Antennen.

### Eutroglobionte
Das bekannteste und 1768 als erstes wissenschaftlich beschriebene eutroglobionte (troglobionte) Tier ist der Grottenolm (Proteus anguinus), ein Molchverwandter. Er verbringt sein gesamtes Leben in unterirdischen Gewässern der osteuropäischen Karsthöhlen. Beim Schlupf weisen die Grottenolme noch verschiedene Merkmale ihrer „freilebenden“ Verwandten auf. Sie besitzen gut entwickelte Augen und sind mit schwarzen Farbzellen auf dem Rücken ausgestattet. Die Fortpflanzung der Tiere findet während dieser Larvenphase statt. Danach verschwindet die Pigmentierung völlig, die Augen und auch die Sehnerven verkümmern. Nach etwa 18 Monaten ist der Olm dann vollständig weiß und blind.
Für verschiedene Höhlenfische wie den nordamerikanischen blinden Höhlenfisch Typhichthys spec. wurde eine erhöhte Empfindlichkeit für Strömungen festgestellt. Er meidet die Tageslichtzone.
Weitere eutroglobionte Arten:
- Texanischer Brunnenmolch
- Astyanax jordani, ein blinder Höhlensalmler
- Blindfische
- Höhlenflohkrebse
- Zwerghornschnecken der Gattung Zospeum

## Historisches
Bei einem Besuch auf Mallorca (1904) entdeckte der rumänische Meeresbiologe Emil Racoviță in der Cueva del Drach eine bis dahin unbekannte Gattung und Art von Asseln, die er 1905 als Typhlocirolana moraguesi benannte. Er gab danach die Meeresforschung auf und widmete sich fortan der Erforschung unterirdischer Ökosysteme. Die Veröffentlichung seiner Arbeit Essai sur les problèmes biospéologiques (1907) gilt heute als die Geburtsstunde der Biospeläologie.

## Einzelbelege
1. 1 2 3 4 5 6 7 8 9 10 11 12 13 14 15 16  Klaus Dobat, Stefan Zaenker:  Merkblatt zur Biospeläologie. (Memento vom 4. März 2016 im Internet Archive) aufgerufen am 8. September 2013.
2. ↑  J. H. Carpenter: Behavior and ecology of Speleonectes epilimnius (Remipedia: Speleonectidae) from surface water of an anchialine cave on San Salvador Island, Bahamas. (Seite nicht mehr abrufbar, festgestellt im April 2018. Suche in Webarchiven) In: Crustaceana. Band 72, 1999, S. 979–991.
3. ↑  Albert Vandel: Biospeleology: the biology of cavernicolous animals. Pergamon Press, Band 22, 1965, ISBN 0-08-010242-5.
4. ↑  Richard Burleigh, Juliet Clutton-Brock: The survival of Myotragus balearicus bate, 1909, into the neolithic on mallorca. In: Journal of Archaeological Science. Band 7, Nr. 4, 1980, S. 385–388. Zitat: "This strange animal has no common name; it is called the "cave goat" by Kurtrn (1968) but it is unlikely that it spent very much of its waking life in caves".
5. ↑  Steatornis caripensis. (Oilbird). auf: eol.org
6. ↑  National Geographic
7. ↑  Liz Price: An introduction to some cave fauna of Malaysia and Thailand. (Memento des Originals vom 26. Juli 2011 im Internet Archive)  Info: Der Archivlink wurde automatisch eingesetzt und noch nicht geprüft. Bitte prüfe Original- und Archivlink gemäß Anleitung und entferne dann diesen Hinweis. (PDF; 574 kB) In: Acta Carsologica. Band 33, Nr. 1, 2004, S. 311–317, S. 314.
8. ↑  Dieter Weber, Gisela Weber: Scheufliegen (Insecta, Diptera, Heleomyzidae) aus Höhlen des Großherzogtums Luxemburg. (PDF; 1,2 MB) In: Ferrantia. Band 69, 2013, S. 372–381.
9. ↑  Dieter Weber: Hundertfüßer (Myriapoda, Chilopoda) aus Höhlen des Großherzogtums Luxemburg. (PDF; 991 kB) In: Ferrantia. Band 69, 2013, S. 209–215.
10. ↑  Josephus Nicolaus Laurenti: Specimen Medicum, Exhibens Synopsin Reptilium Emendatam cum Experimentis circa Venena. 1768.
11. ↑  QRSS: Biospeleology: The Study of Cave Adapted Life. National Speleological Society, Quintana Roo Speleological Survey, 1. Dezember 2002, abgerufen am 8. September 2013 (englisch).